# Kenji Urai
Kenji Urai (jap. 浦井 健治 Urai Kenji; ur. 6 sierpnia 1981) – japoński aktor telewizyjny, sceniczny oraz dubbingowy. Występował w zespole StarS. W 2015 zagrał Lighta Yagami w musicalu Death Note.

## Role

### Seriale TV
- Kamen Rider Kuuga (N Daguva Zeba) w 2001
- Aoi Honō (Kentarō Yano) w 2014

### Scena
- Sera Myu (Mamoru Chiba/Tuxedo Mask) w 2001–2002
- Elisabeth (Rudolph) w 2004
- My Fair Lady (Freddy Eynsford-Hill) w 2004
- Kwiaty dla Algernona (Charlie Gordon) w 2006
- Taniec wampirów (Alfred) w 2006
- Titanic w 2007
- Wait Until Dark (Roat) w 2007
- Kiss of the Spider Woman w 2007
- Rudolph (Pupeteer) w 2008
- Carousel (Billy) w 2009
- Cyrano de Bergerac (Christian) w 2009
- Takarazuka Boys (Kinzo Uehara) w 2010
- Henryk VI, część 1 (Henry VI) w 2011
- Bedge Pardon w 2011
- Roméo et Juliette, de la Haine à l’Amour (Benvolio) w 2011
- Chess (The Arbiter) w 2012
- Cymbelin (Guiderius) w 2012
- Ryszard III (Henryk Tudor) w 2012
- A Tale of Two Cities (Charles Darnay)[2] w 2013
- The Big Fellah (Michael) w 2014
- Constellations (Roland)[3]
- Death Note: The Musical (Light Yagami)[4]

### Dubbing
- Kamen Rider Kuuga Special Chapter (N Daguva Zeba) w 2001
- Sherlock Holmes (Arthur Morstan) w 2014